# ACO (Sängerin)
ACO (* 3. Februar 1977 in Nagoya) ist eine japanische Sängerin, die bei Sony Music Japan unter Vertrag steht. Ihr Debüt hatte sie 1995 mit der Single Fuan na no und ihre Musik war bis zu ihrem vierten Album absolute ego von R&B beeinflusst, danach überwog vor allem Elektropop. Am meisten wurde sie für ihre Zusammenarbeit mit Dragon Ash bei der Single Grateful Days bekannt, die sich über 900.000 Mal verkaufte. Ihre erfolgreichste Solosingle ist Yorokobi ni Saku Hana, die sich in Japan etwa 300.000 Mal verkaufte.

## Leben
ACO wurde in der japanischen Präfektur Aichi geboren und ging auf die Sugiyama-Mädchenoberschule in Nagoya. Ihre ersten Demos schickte sie an das Label HIT STREET, bis sie später zu Sony wechselte und ihre Debütsingle Fuan na no 1995 veröffentlichte.
Von 1995 bis 1998 veröffentlichte ACO drei Alben und sechs Singles, die jedoch nicht sehr hoch in den Charts standen. Erst durch die Zusammenarbeit mit Dragon Ash erlangte sie große Bekanntheit. Ihre nächste Single Ai Shita Anata wa Tsuyoi Hito konnte davon aber noch nicht profitieren. Erst die Single Yorokobi ni Saku Hana, die als Titelsong für die Serie Suna no Ue no Koibito-tachi genutzt wurde und kurz vor ihrem vierten Album erschien, gelangte in die Top 10 der Charts. Daraufhin verkaufte sich ihr Album absolute ego über 100.000 Mal.
Ihr nächstes Album material erschien 2001 und zeigte eine deutliche Veränderung ihrer Musik weg von R&B und Pop. Das Album wurde unter anderem von Adrian Sherwood und Skip McDonald produziert. Nach zweijähriger Pause erschien 2003 ihre Single Machi und kurz darauf ihr sechstes Album irony.
ACO gründete 2005 zusammen mit Taeji Sawai (澤井 妙治) die Band Golden Pink Arrow♂ in Deutschland. Bis jetzt fanden nur Live-Auftritte statt. Das erste Minialbum von ACO wurde 2006 veröffentlicht und trägt den Titel Mask. Bei diesem Album wurde erneut ein musikalischer Richtungswechsel vollzogen hin zum Elektropop.

## Diskografie

### Alben
| Jahr | Titel                          | Höchstplatzierung, Gesamtwochen, AuszeichnungChartsChartplatzierungen (Jahr, Titel, Platzierungen, Wochen, Auszeichnungen, Anmerkungen) | Anmerkungen                              |
| Jahr | Titel                          | JP | Anmerkungen                              |
| ---- | ------------------------------ | --- | ---------------------------------------- |
| 1996 | Kittenish Love                 | — | Erstveröffentlichung: 21. April 1996     |
| 1997 | Nude                           | — | Erstveröffentlichung: 21. April 1997     |
| 1998 | Lady Soul                      | JP33 (6 Wo.)JP | Erstveröffentlichung: 19. September 1998 |
| 1999 | Absolute Ego                   | JP8 (6 Wo.)JP | Erstveröffentlichung: 15. Dezember 1999  |
| 2000 | The Other Side of Absolute Ego | — | Erstveröffentlichung: 23. März 2000      |
| 2001 | Material                       | JP19 (4 Wo.)JP | Erstveröffentlichung: 23. Mai 2001       |
| 2003 | Irony                          | JP42 (4 Wo.)JP | Erstveröffentlichung: 18. Juni 2003      |
| 2006 | Mask                           | JP110 (3 Wo.)JP | Erstveröffentlichung: 22. Februar 2006   |
| 2007 | Aco Best ~girl’s Diary~        | — | Erstveröffentlichung: 19. Dezember 2007  |
| 2010 | Devil’s Hands                  | JP133 (2 Wo.)JP | Erstveröffentlichung: 6. Oktober 2010    |
| 2012 | Luck                           | JP94 (2 Wo.)JP | Erstveröffentlichung: 18. Januar 2012    |
| 2013 | Live Luck                      | — | Erstveröffentlichung: 6. November 2013   |
| 2013 | Trad                           | JP146 (1 Wo.)JP | Erstveröffentlichung: 6. November 2013   |
| 2015 | Valentine                      | JP150 (1 Wo.)JP | Erstveröffentlichung: 16. Dezember 2015  |
| 2019 | Sing Sing Sing                 | — | Erstveröffentlichung: 27. November 2019  |

### Singles
| Jahr | Titel Album                               | Höchstplatzierung, Gesamtwochen, AuszeichnungChartsChartplatzierungen (Jahr, Titel, Album, Platzierungen, Wochen, Auszeichnungen, Anmerkungen) | Anmerkungen                              |
| Jahr | Titel Album                               | JP | Anmerkungen                              |
| ---- | ----------------------------------------- | --- | ---------------------------------------- |
| 1995 | Fuan Na No Kittenish Love                 | — | Erstveröffentlichung: 1. November 1995   |
| 1996 | Dete Oide Kittenish Love                  | — | Erstveröffentlichung: 21. Januar 1996    |
| 1996 | Home Sweet Home –                         | — | Erstveröffentlichung: 21. September 1996 |
| 1997 | Drop Nude                                 | — | Erstveröffentlichung: 21. Mai 1997       |
| 1997 | Yureru Taion / Catwalk Lady Soul          | — | Erstveröffentlichung: 12. Dezember 1997  |
| 1998 | Yawarakai Hada Lady Soul                  | — | Erstveröffentlichung: 21. August 1998    |
| 1999 | Aishuu to Ballad Absolute Ego             | JP48 (3 Wo.)JP | Erstveröffentlichung: 30. Januar 1999    |
| 1999 | Aishita Anata wa Tsuyoi Hito Absolute Ego | JP42 (3 Wo.)JP | Erstveröffentlichung: 1. Juli 1999       |
| 1999 | Yorokobi ni Saku Hana Absolute Ego        | JP7 Gold · (9 Wo.)JP | Erstveröffentlichung: 10. November 1999  |
| 2000 | Spleen The Other Side of Absolute Ego     | — | Erstveröffentlichung: 23. Februar 2000   |
| 2000 | Heart o Moyashite Material                | JP43 (3 Wo.)JP | Erstveröffentlichung: 1. November 2000   |
| 2001 | Shigatsu no Hero Material                 | — | Erstveröffentlichung: 21. Februar 2001   |
| 2001 | Hoshi no Kuzu Material                    | — | Erstveröffentlichung: 9. Mai 2001        |
| 2004 | Machi Irony                               | — | Erstveröffentlichung: 7. Juli 2004       |

### Videoalben
- 2000: 1821
- 2000: Absolute Live
- 2001: Heart o Moyashite
- 2001: Shigatsu no Hero
- 2001: 2224